# 大鼻麗脂鯉
大鼻麗脂鯉，為輻鰭魚綱脂鯉目脂鯉亞目脂鯉科的其中一個種，為熱帶淡水魚，分布於中美洲馬拿瓜湖流域，體長可達10公分，棲息在沙底質水域，以藻類為食，生活習性不明。

## 扩展阅读
- 維基物種上的相關：大鼻麗脂鯉